# Estourmel
Estourmel és un municipi francès, situat a la regió dels Alts de França, al departament del Nord. L'any 2006 tenia 442 habitants. Limita al nord-est amb Carnières, al sud-est amb Cattenières, al sud-oest amb Wambaix, a l'oest amb Awoingt i al nord-oest amb Cauroir.

## Demografia
| 1962                                       | 1968 | 1975 | 1982 | 1990 | 1999 | 2006 |
| ------------------------------------------ | ---- | ---- | ---- | ---- | ---- | ---- |
| 406                                        | 408  | 405  | 404  | 411  | 419  | 442  |
| Des de 1962: població sense dobles comptes |      |      |      |      |      |      |

## Administració
| Període   | Identitat      | Partit |
| --------- | -------------- | ------ |
| 2001-2008 | Danièle Richez |        |
| 2001-     | Bernard Plet   |        |